# Helia discalis
Helia discalis är en fjärilsart som beskrevs av Walker 1862. Helia discalis ingår i släktet Helia och familjen nattflyn. Inga underarter finns listade i Catalogue of Life.